# Bóveda catalana

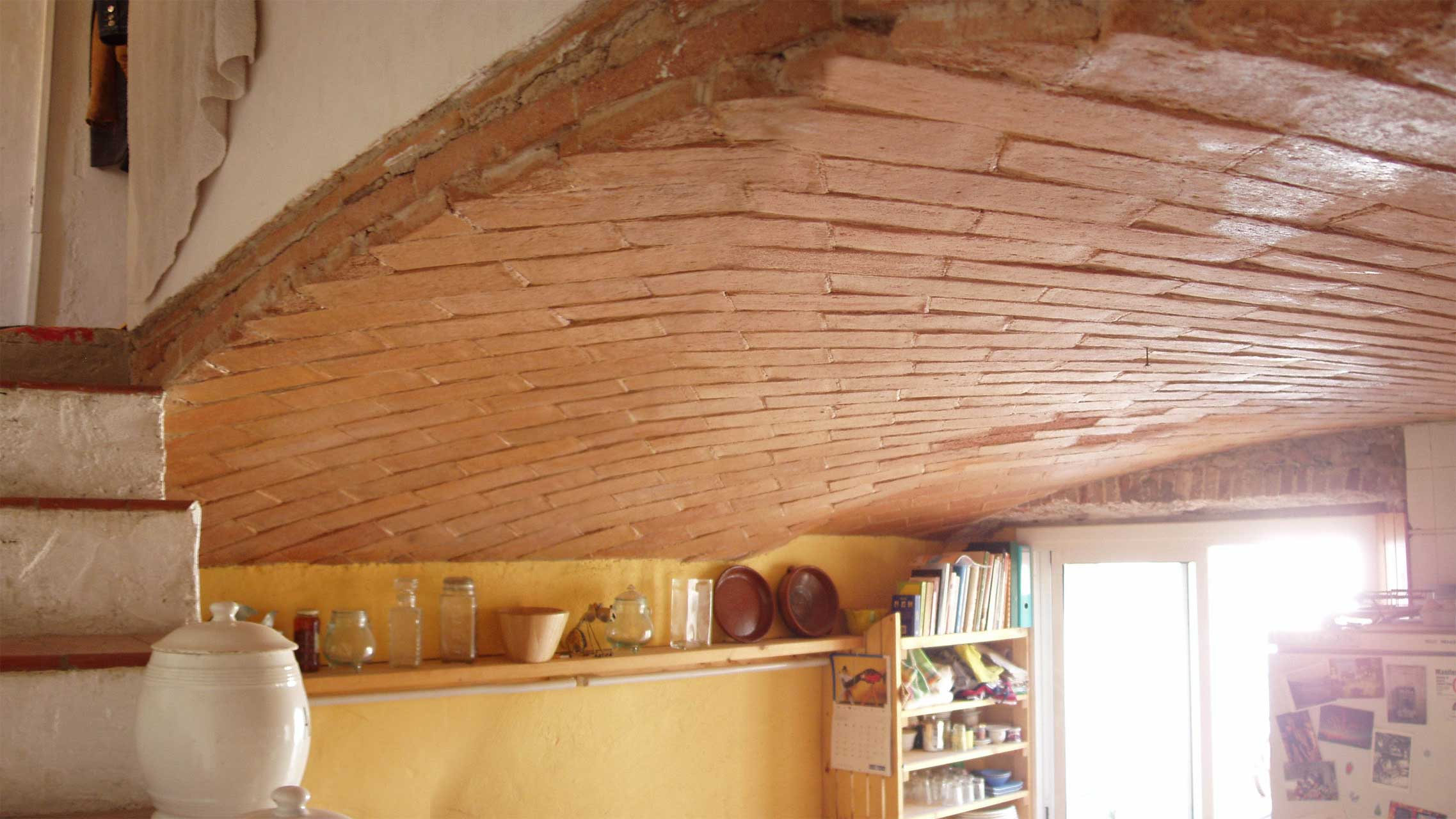
Techo realizado con bóveda catalana en una «casa de cos» en el barrio de Sarriá, Barcelona.

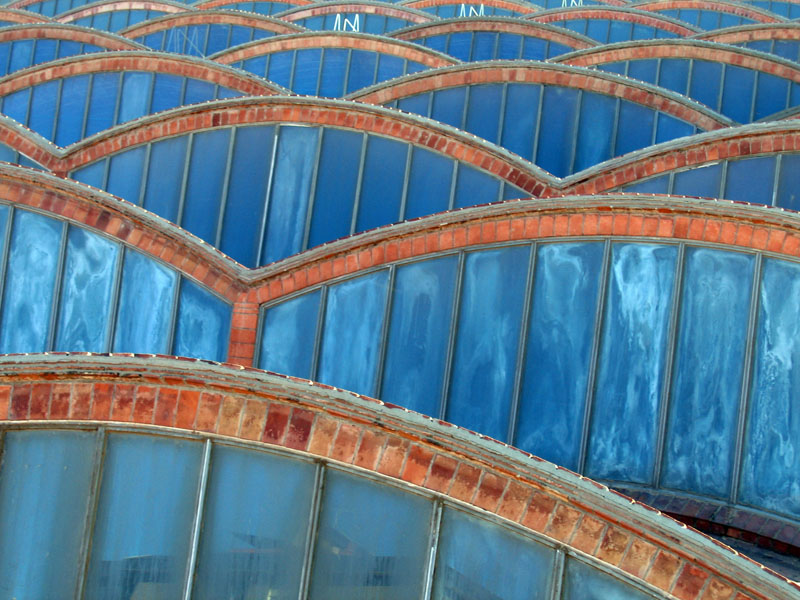
Cubiertas con bóveda catalana en las naves del Vapor Aymerich de Tarrasa, Barcelona.

La bóveda catalana (en catalán volta catalana), es un tipo de bóveda tabicada y una técnica de construcción tradicional catalana. Consiste en cubrir el recinto o espacio mediante una bóveda de ladrillos colocados por la parte plana, es decir, por la cara de superficie mayor que forman el largo o soga y el ancho o tizón del ladrillo, en vez de hacerlo por cualquiera de las demás caras gruesas. Esta técnica, si el recinto a cubrir no era demasiado ancho y los albañiles eran suficientemente hábiles, permitía construir con una cierta rapidez y sin usar cimbra, hecho este que entre otros motivó su amplia difusión y utilización. Con la bóveda catalana se podía cubrír con una sola luz el techo de las plantas bajas de las masías y de las construcciones urbanas populares como las «casas de cos», etc. A partir del siglo XIX se aplicó a las fábricas y naves industriales o a las construcciones nobles de los ensanches de la época de la industrialización, como el recogido en el Plan Cerdá de Barcelona.
Para realizar un techo o una escalera o para cubrir espacios entre arcadas o paredes, etc., primero se hace una hoja o rosca con rasilla o ladrillos delgados colocados con yeso, encima se disponen una o más hojas de ladrillos y mortero de cemento, eso hace que sea mucho más ligera que las bóvedas construidas con otros sistemas. Normalmente se hacía con una cimbra delgada que se desplazaba o, muy frecuentemente sin cimbra ya que el yeso tiene un fraguado tan rápido que permite poner un ladrillo al lado de otro haciendo que se sostengan entre ellos lo cual hace innecesaria la cimbra o cualquier tipo de estructura de madera como encofrado provisional de la bóveda.
La habilidad de los albañiles era el factor decisivo en la construcción de bóvedas tabicadas dado que la luz solía estar alrededor de los 20 a 30 palmos (entre 4 o 6 metros, ya que 1 palmo de Barcelona es igual a 19,43 cm) y su flecha era de uno o dos palmos dependiendo de la comentada habilidad del albañil.
El origen de la bóveda tabicada lo hallamos en el trabajo de los constructores romanos que doblan, para reforzar la cimbra o encofrado permanente de ladrillos planos que se extendía por debajo de las bóvedas de argamasa y piedra de las grandes construcciones romanas. El uso sistemático del doblado de ladrillos es un hecho en las Termas de Caracalla de Roma, donde por encima de una primera hoja o capa de grandes piezas de terracota cuadradas de unos 60 cm de lado («pentádoron»), se extendía, rompiendo las juntas, otra capa de ladrillos cuadrados de dimensión 2/3 de la anterior («laterculi»), dejando algunos ladrillos de canto para enlazar el posterior tradosado.[cita requerida]
En el siglo XVII, los arquitectos y maestros de obras italianos que habían mantenido vivo el arte de hacer bóvedas, fueron llamados por las Coronas de Castilla y Aragón, por la nobleza y por la Iglesia de los reinos de la península ibérica, para construir todo tipo de edificios según los cánones y la estética del Renacimiento. Estos arquitectos y maestros de obras italianos importaron el método de la «volte di quarto» e iniciaron en la técnica correspondiente a los gremios de albañiles, los cuales la difundieron ampliamente por toda la península con un éxito más que notable en Madrid. Es singular el hecho que en el siglo XVIII, la bóveda importada de Italia cayese en desuso en la capital de España, ya que se juzgaban poco seguras por lo delgadas que eran y por el notable empuje que producían en los estribos. Fue en esta época que el fraile de la orden de los agustinos, Fray Lorenzo de San Nicolás, que ejercía de maestro de obras en la Corte de Madrid, popularizó el nombre de «bóveda catalana» en reconocimiento al buen oficio de los albañiles y maestros de obras del Principado de Cataluña que trabajaban allí, los cuales se distinguían por la perfección y audacia que demostraban en la construcción de las bóvedas tabicadas.[cita requerida]
La bóveda catalana, usualmente tiene dos o tres capas de rasillas y ladrillos. Los cuales, en las mejores bóvedas se disponían desde la primera capa en esviaje, es decir a 45° respecto de la directriz o a las paredes o arcadas que la sustentan, mientras en los casos corrientes se dispone paralela a la generatriz o a los elementos de sustentación. La primera hoja de rasilla se realizaba con aglomerante de mortero de yeso o de cal o incluso cemento rápido, apoyando una rasilla entre otras dos por el ángulo recto haciendo crecer la construcción avanzando a la vez por tres lados en forma de lunetos en el caso de bóvedas esviadas a 45°, o avanzando desde los dos estribos hacia el centro en el caso de las bóvedas con los ladrillos paralelos a la directriz. La segunda capa se hacía disponiendo los ladrillos con las juntas de mortero de cal girada 45° respecto de la primera si ésta era paralela a las paredes o bien girando 90° la dirección de los ladrillos respecto a la primera hoja o capa esviada. La tercera capa, en su caso, era un doblado de la segunda, hecha igual pero girando 90° la dirección de los ladrillos.
Según el arquitecto Bonaventura Bassegoda, en la monografía «La bóveda catalana» (ver bibliografía), la transmisión de presiones en la bóveda catalana es similar al diagrama de las líneas geodésicas. Por asimilación al fenómeno conocido como «abovedamiento espontáneo» el cual se da en los asentamientos de paredes estructurales y comporta la aparición de una típica grieta parabólica que establece un arco de descarga por encima del dintel. En forma análoga, la bóveda de cañón, al ceder sus estribos tiende a romperse según una curva alabeada formando en los apoyos unos lunetos espontáneos lo cual es una evidencia que la transmisión de los esfuerzos se hace, no solo por las directrices, sino también por las generatrices de la bóveda.

"El (ladrillo) ha creado ese eficaz invento constructivo que es la bóveda tabicada; porque, con rasillas y yeso o cemento rápido, un albañil avezado es capaz de hacer, en pocas horas, las más variadas formas resistentes, sin otro herramental que gaveta y paleta. Ciertos pisos extremeños, son simples bóvedas rebajadas en rincón de claustro, cubiertas de tierra hasta el nivel del piso, y estribadas sobre gruesos muros, de ladrillo o de adobe, que la dureza del clima y la naturaleza del suelo aconsejan en aquellas regiones."
Eduardo Torroja, "Razón y Ser de los tipos estructurales". Textos Universitarios

## La obra de Rafael Guastavino

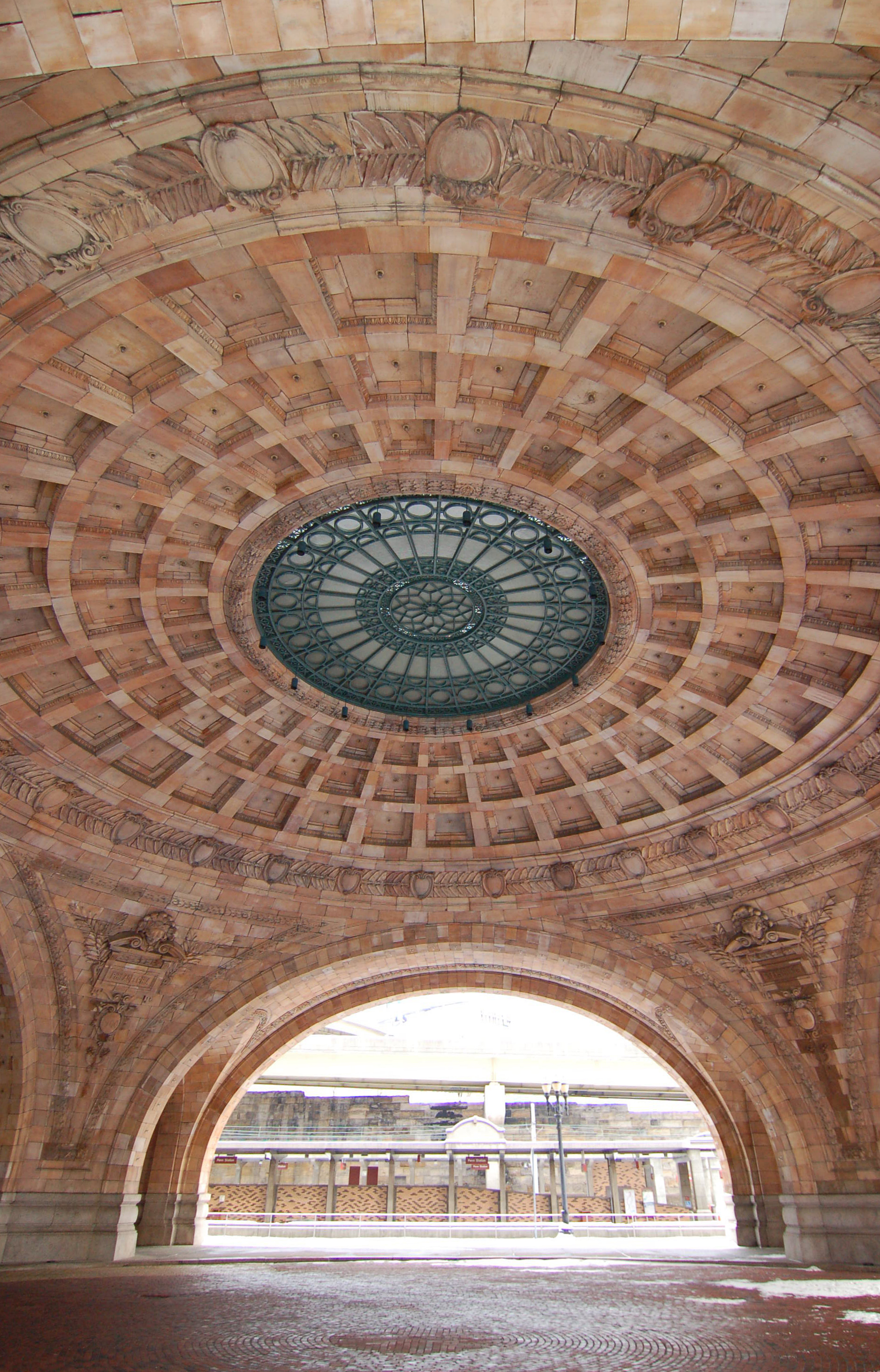
Bóveda de Union Station en Pittsburgh, obra de Rafael Guastavino.

Rafael Guastavino, arquitecto valenciano, que en 1880 realizó el teatro «La Massa» de Vilasar de Dalt, se estableció con su hijo en los Estados Unidos de América. Ambos exportaron el método de construcción basado en el sistema tradicional de bóveda tabicada utilizado por los maestros de obras catalanes desde el siglo XVII, el cual permitía construir casi toda una casa usando únicamente materiales de tierra cocida como el ladrillo y la rasilla. Tras el incendio de Chicago de 1871, la opinión pública norteamericana, los constructores y los arquitectos buscaban nuevas técnicas constructivas basadas en la utilización de materiales incombustibles. Uno de ellos era el hierro, que ya se usaba y del cual los arquitectos norteamericanos eran maestros. El otro fue la tierra cocida, en el uso estructural de la cual Guastavino era un gran experto. El éxito llegó cuando Guastavino construyó las bóvedas de la Biblioteca Pública de Boston (1889), de los arquitectos McKim, Mead & White. La crítica arquitectónica norteamericana quedó fascinada por aquellas bóvedas que parecía que no se apoyaban en ningún lugar.